# Nuevo Progreso, Guatemala
Nuevo Progreso är en kommunhuvudort i Guatemala.   Den ligger i departementet Departamento de San Marcos, i den västra delen av landet, 150 km väster om huvudstaden Guatemala City. Nuevo Progreso ligger 699 meter över havet och antalet invånare är 8 113.
Terrängen runt Nuevo Progreso är huvudsakligen kuperad, men åt nordost är den bergig. Runt Nuevo Progreso är det tätbefolkat, med 257 invånare per kvadratkilometer. Närmaste större samhälle är Coatepeque, 12,3 km söder om Nuevo Progreso. I omgivningarna runt Nuevo Progreso växer i huvudsak städsegrön lövskog.